# Cúp Síp 2013
Cúp Síp 2013 (Cyprus Cup 2013), giải bóng đá giao hữu thường niên được tổ chức tại Cộng hòa Síp, diễn ra từ 3 tháng 3 đến 13 tháng 3 năm 2013. Anh là đội tuyển giành chức vô địch.

## Thể thức
Mười hai đội được chia làm ba bảng. Các bảng A và B gồm các đội xếp hạng cao nhất và là các đội cạnh tranh chức vô địch. Các đội đầu bảng A và B thi đấu trận chung kết, các đội nhì đá trận tranh hạng ba. Đội nhất bảng C gặp đội hạng 3 có thành tích tốt hơn trong hai bảng A và B để tranh hạng năm; đội nhì bảng C gặp đội hạng 3 còn lại để tranh hạng 7. Đội hạng ba bảng C gặp đội hạng 4 có thành tích tốt hơn, còn hai đội hạng bốn còn lại gặp nhau ở trận tranh hạng 11.

## Vòng bảng
Giờ thi đấu là giờ địa phương (EET/UTC+2)

### Bảng A
| Đội         | Tr | T | H | B | BT | BB | HS | Đ |
| ----------- | -- | - | - | - | -- | -- | -- | - |
| Anh         | 3  | 2 | 1 | 0 | 11 | 7  | +4 | 7 |
| New Zealand | 3  | 2 | 0 | 1 | 4  | 3  | +1 | 6 |
| Scotland    | 3  | 1 | 1 | 1 | 6  | 6  | 0  | 4 |
| Ý           | 3  | 0 | 0 | 3 | 3  | 8  | -5 | 0 |

| New Zealand | 1 – 0 | Scotland |
| ----------- | ----- | -------- |
| Hearn 26'   |       |          |

| Anh                                                 | 4 – 2 | Ý                  |
| --------------------------------------------------- | ----- | ------------------ |
| Nobbs 8' · Houghton 30' · Clarke 33' · E. White 84' |       | Camporese 17', 27' |

| New Zealand               | 2 – 0 | Ý |
| ------------------------- | ----- | - |
| Wilkinson 65' · Green 71' |       |   |

| Scotland                                         | 4 – 4 | Anh                                                    |
| ------------------------------------------------ | ----- | ------------------------------------------------------ |
| Evans 18' · Ross 49' · Little 51' · Mitchell 83' |       | E. White 40' · Duggan 45+1' · Williams 74' · Smith 78' |

| Anh                                | 3 – 1 | New Zealand |
| ---------------------------------- | ----- | ----------- |
| White 71' · Aluko 72' · Duggan 90' |       | Hearn 7'    |

| Ý        | 1 – 2 | Scotland               |
| -------- | ----- | ---------------------- |
| Gama 75' |       | J.Ross 17' · Jones 63' |

### Bảng B
| Đội      | Tr | T | H | B | BT | BB | HS | Đ |
| -------- | -- | - | - | - | -- | -- | -- | - |
| Canada   | 3  | 3 | 0 | 0 | 5  | 1  | +4 | 9 |
| Thụy Sĩ  | 3  | 1 | 1 | 1 | 4  | 5  | –1 | 4 |
| Hà Lan   | 3  | 0 | 2 | 1 | 2  | 3  | –1 | 2 |
| Phần Lan | 3  | 0 | 1 | 2 | 4  | 6  | –2 | 1 |

| Canada                    | 2 – 0 | Thụy Sĩ |
| ------------------------- | ----- | ------- |
| Schmidt 2' · Matheson 79' |       |         |

| Phần Lan    | 1 – 1 | Hà Lan          |
| ----------- | ----- | --------------- |
| Talonen 36' |       | van de Donk 83' |

| Thụy Sĩ      | 1 – 1 | Hà Lan      |
| ------------ | ----- | ----------- |
| Bachmann 24' |       | Martens 12' |

| Phần Lan  | 1 – 2 | Canada                             |
| --------- | ----- | ---------------------------------- |
| Alanen 6' |       | Filigno 29' · Sinclair 37' (ph.đ.) |

| Phần Lan                | 2 – 3 | Thụy Sĩ                                     |
| ----------------------- | ----- | ------------------------------------------- |
| Saari 17' · Talonen 25' |       | Bachmann 1' · Dickenmann 45' · Bernauer 63' |

| Hà Lan | 0 – 1 | Canada       |
| ------ | ----- | ------------ |
|        |       | Sinclair 43' |

### Bảng C
| Đội              | Tr | T | H | B | BT | BB | HS | Đ |
| ---------------- | -- | - | - | - | -- | -- | -- | - |
| Cộng hòa Ireland | 3  | 2 | 1 | 0 | 6  | 1  | +5 | 7 |
| Hàn Quốc         | 3  | 2 | 1 | 0 | 5  | 0  | +5 | 7 |
| Nam Phi          | 3  | 1 | 0 | 2 | 2  | 4  | -2 | 3 |
| Bắc Ireland      | 3  | 0 | 0 | 3 | 2  | 10 | -8 | 0 |

| Hàn Quốc                         | 2 – 0 | Nam Phi |
| -------------------------------- | ----- | ------- |
| Ji So-Yun 15' · Jeoun Eun-Ha 56' |       |         |

| Cộng hòa Ireland                                                     | 5 – 1 | Bắc Ireland |
| -------------------------------------------------------------------- | ----- | ----------- |
| Caldwell 11' · Quinn 27' · Campbell 71' · Smyth 77' · Littlejohn 90' |       | McShane 60' |

| Cộng hòa Ireland | 1 – 0 | Nam Phi |
| ---------------- | ----- | ------- |
| O'Gorman 52'     |       |         |

| Hàn Quốc                                          | 3 – 0 | Bắc Ireland |
| ------------------------------------------------- | ----- | ----------- |
| Ji So-Yun 11' · Kim Sang-Eun 63' · Lee Eun-Mi 68' |       |             |

| Nam Phi                      | 2 – 1 | Bắc Ireland  |
| ---------------------------- | ----- | ------------ |
| Moodaly 65' · Seoposenwe 68' |       | Shepherd 85' |

| Hàn Quốc | 0 – 0 | Cộng hòa Ireland |
| -------- | ----- | ---------------- |
|          |       |                  |

## Vòng phân hạng

### Tranh hạng 11
| Nam Phi           | 1 - 1 (s.h.p.) | Bắc Ireland |
| ----------------- | -------------- | ----------- |
| Skiti 89'         |                | Nelson 2'   |
| Loạt sút luân lưu |                |             |
|                   | 5 - 4          |             |

### Tranh hạng 9
| Hàn Quốc | 0 - 1 | Ý            |
| -------- | ----- | ------------ |
|          |       | Bonansea 56' |

### Tranh hạng bảy
| Cộng hòa Ireland | 0 - 1 | Phần Lan    |
| ---------------- | ----- | ----------- |
|                  |       | Talonen 20' |

### Tranh hạng năm
| Scotland   | 1 - 0 | Hà Lan |
| ---------- | ----- | ------ |
| Little 29' |       |        |

### Tranh hạng ba
| New Zealand                 | 2 - 1 | Thụy Sĩ          |
| --------------------------- | ----- | ---------------- |
| Hassett 85' · Wilkinson 87' |       | Crnogorčević 23' |

### Chung kết
| Anh        | 1 - 0   | Canada |
| ---------- | ------- | ------ |
| Yankey 70' | Báo cáo |        |